# Kahmard (district)
Le district de Kahmard est un district de la province de Bamiyan dans l'Afghanistan central. Il avait une population de 17.643 habitants en 2005. Son chef-lieu, la ville de Kahmard, se trouve à une altitude moyenne de 1475 mètres. Kahmard est située à 140 km de la ville de Bamiyan, au nord-est de la province.
Le district est divisé en cinq vallées (Hajar, Madr, Tangipuchta, Achpucht et Doab-e-Mekh-i-Zarin).
Jusqu'en 2005, le district faisait partie de la province de Baghlan, mais il a été rattaché à la province de Bamiyan. Il a été alors scindé en deux, une partie devenant le district de Sayghan.
La rivière principale, l'Ajar, affluent du Kunduz, donc sous-affluent de l'Amou-Daria, est une source d'eau abondante et le district est considéré comme étant relativement riche. 
Jadis le district était un terrain de chasse de l'ex-roi Zaher Chah. 